# Le Convoi (film, 1996)
Pour les articles homonymes, voir Le Convoi.
Pour plus de détails, voir Fiche technique et Distribution.
Le Convoi est un documentaire français réalisé en 1995 par Patrice Chagnard, sorti en 1996 en festival puis en 1999 en salles.

## Synopsis
Le film suit un convoi d'aide humanitaire qui traverse l'Europe depuis la France à destination de l'Arménie.

## Fiche technique
- Titre : Le Convoi
- Réalisation : Patrice Chagnard
- Photographie : Raymond Vidonne
- Son : Pierre Carrasco et Thierry Moizan
- Musique : Cheb Mami et No one is innocent
- Montage : Dominique Faysse
- Production : Archipel 33 - France 2 - La Sept
- Pays :  France
- Genre : documentaire
- Durée : 88 minutes
- Dates de sortie :
  - France : 1996 (Cinéma du Réel) ; 2 juin 1999 (sortie nationale)

## Distribution
- Amine Fatmi
- Michel Mathieu
- Jérôme Paillon